# (16441) Kirchner
Pour les articles homonymes, voir Kirchner.
(16441) Kirchner est un astéroïde de la ceinture principale.

## Description
(16441) Kirchner est un astéroïde de la ceinture principale. Il fut découvert le 7 mars 1989 à Tautenburg par Freimut Börngen, et nommé Kirchner en l'honneur du peintre expressionniste allemand Ernst Ludwig Kirchner (1880-1938).
(16441) Kirchner présente une orbite caractérisée par un demi-grand axe de 2,72 UA, une excentricité de 0,03 et une inclinaison de 8,9° par rapport à l'écliptique.

## Compléments